# María Jesús Matthei
Pour les articles homonymes, voir Matthei.
María Jesús Matthei Molina (née le 3 mars 1992 à Santiago) est un mannequin chilien et Miss Univers Chili 2013.

## Miss Univers 2013
Dans 6 octobre 2013, Matthei a remporté l'élection de Miss Univers Chili 2013 pageant et elle représentera son pays à Miss Univers 2013 à Moscou, en Russie.

## Télévision
- 2014 : MasterChef Chile (Canal 13) : Participante (Éliminée)